# ゲイル・アン・ハード
ゲイル・アン・ハード（Gale Anne Hurd、1955年10月25日 - ）は、アメリカ合衆国の映画プロデューサー・脚本家。

## 人物
カリフォルニア州ロサンゼルスで生まれる。
これまでに3度結婚しており、相手はいずれも映画監督である。現在の夫はジョナサン・ヘンズリー。
『ウォーキング・デッド』の製作総指揮者として知られており、映画『ターミネーター』三作や『エイリアン2』などの製作者としても有名。『エイリアン2』の女性海兵隊員バスクエスがダクト内でエイリアンの頭をハンドガンで撃ち抜くシーンを演じたのは、ゲイル・アン・ハードである。これは実際の拳銃と実弾を使っての撮影だったが、バスクエス役のジェニット・ゴールドスタインが一度も実銃を使用した事が無かったため（スマートガンとパルスライフルを撃つ場面があるがこれらは空気銃だった）、急遽代役を使う事になった。スタッフと監督が話し合いを行った結果、拳銃を使った経験を持つハードに白羽の矢を立て、彼女も渋々承諾し撮影を行った。また、現場では常にスーツ姿だったハードが髪を切ってバスクエスの姿でやってきた際は、あまりの変わり様にスタッフや出演者を大変驚かせたという。

## フィルモグラフィ
- クレイジーポリス大追跡 Smokey Bites the Dust (1981) - 製作
- ターミネーター The Terminator (1984) - 製作・脚本
- エイリアン2 Aliens (1986) - 製作
- エイリアン・ネイション Alien Nation (1988) - 製作
- 悪夢の惨劇 Bad Dreams (1988) - 製作
- アビス The Abyss (1989) - 製作
- ダウンタウン Downtown (1990) - 製作総指揮
- トレマーズ Tremors (1990) - 製作総指揮
- ターミネーター2 Terminator 2: Judgment Day (1991) - 製作総指揮
- ウォーターダンス The Waterdance (1992) - 製作
- レイジング・ケイン Raising Cain (1992) - 製作
- ノー・エスケイプ No Escape (1994) - 製作
- ゴースト&ダークネス The Ghost and the Darkness (1996) - 製作
- レリック The Relic (1997) - 製作
- スイッチバック 追跡者 Switchback (1997) - 製作
- ダンテズ・ピーク Dante's Peak (1997) - 製作
- アルマゲドン Armageddon (1998) - 製作
- ヴァイラス Virus (1999) - 製作
- キルスティン・ダンストの大統領に気をつけろ! Dick (1999) - 製作
- タイムマイン Clockstoppers (2002) - 製作
- ハルク Hulk (2003) - 製作
- ターミネーター3 Terminator 3: Rise of the Machines (2003) - 製作総指揮・キャラクター創造
- パニッシャー The Punisher (2004) - 製作
- イーオン・フラックス Æon Flux (2005) - 製作
- インクレディブル・ハルク The Incredible Hulk (2008) - 製作
- パニッシャー: ウォー・ゾーン Punisher: War Zone (2008) - 製作
- ターミネーター4 Terminator Salvation (2009) - キャラクター創造
- ヘル・フェスト Hell Fest (2018) - 製作

### テレビシリーズ
- トレジャーハンター Adventure Inc. (2002) - 製作総指揮
- ターミネーター サラ・コナー・クロニクルズ Terminator: The Sarah Connor Chronicles (2008-2009) - キャラクター創造
- ウォーキング・デッド The Walking Dead (2010-2022) 製作総指揮
- フィアー・ザ・ウォーキング・デッド Fear the Walking Dead (2015-2023) 製作総指揮
- ウォーキング・デッド: ワールド・ビヨンド The Walking Dead: World Beyond (2020-2021) 製作総指揮
- ウォーキング・デッド: ダリル・ディクソン The Walking Dead: Daryl Dixon (2023-) 製作総指揮